# Snooty

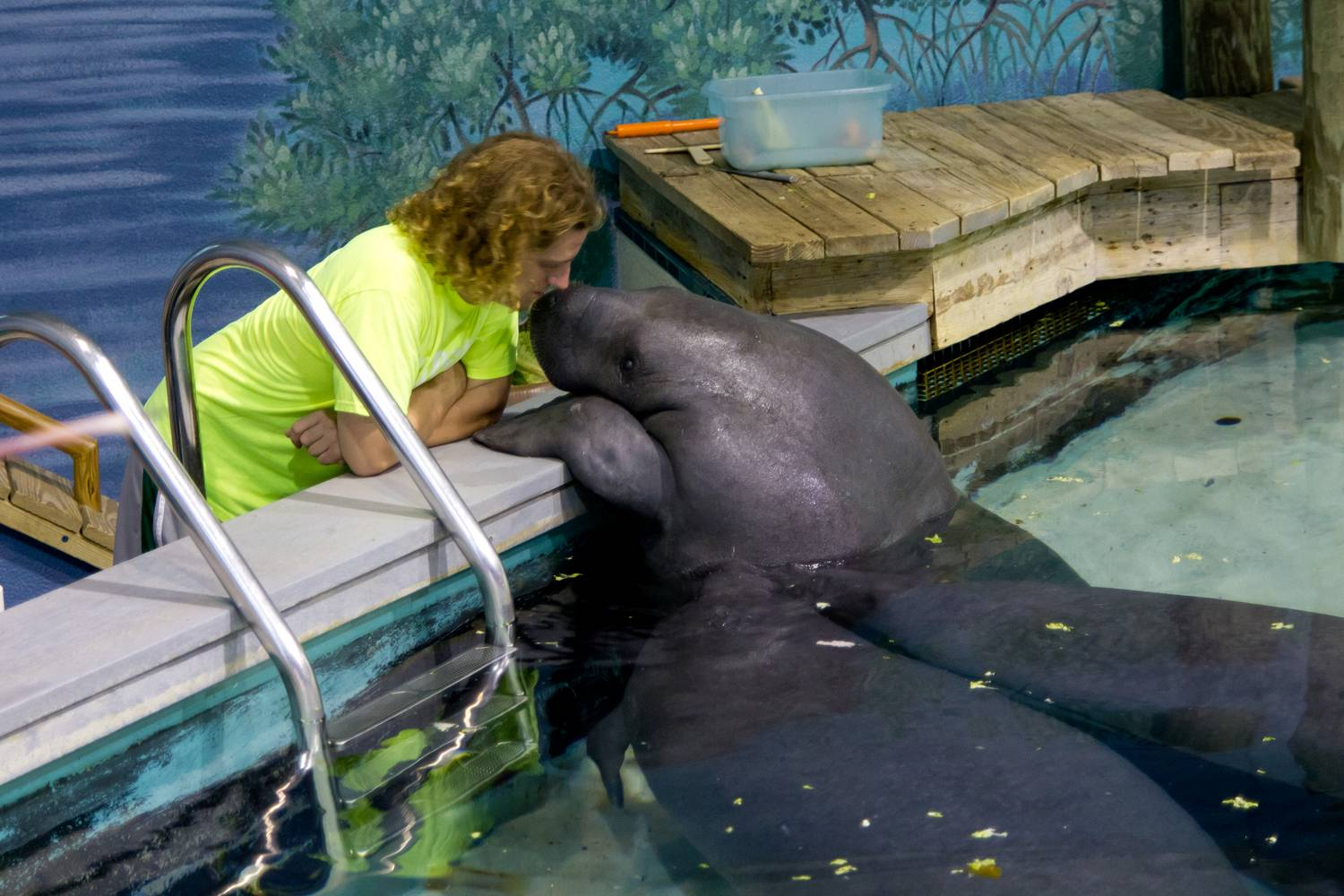
Snooty el 2011

Snooty (Miami, 21 de juliol del 1948 - Bradenton, 23 de juliol del 2017) fou un manatí del Carib dels Estats Units. Fou el manatí captiu més longeu del món, condició reconeguda el 2017 per Guinness World Records.
Fou un dels primers naixements de manatís en captivitat dels quals es té constància. La seva mare, Baby, el donà a llum a la Miami Aquarium and Tackle Company. Com que l'aquari tan sols tenia permís per tenir un espècimen d'aquesta espècie, l'abril del 1949 Snooty fou transferit al Museu del Sud de Florida, on passaria la resta de la seva vida.
El 2006 fou utilitzat en una sèrie d'estudis del Laboratori Marí Mote per identificar comportaments semblants entre espècies, principalment entre dofins. Es descobrí que, fins i tot després de més de 50 anys sense tenir-hi contacte, el manatí era capaç d'identificar les veus dels seus primers cuidadors.
Morí ofegat dos dies després del seu 69è aniversari, quan una via de manteniment de la piscina on vivia quedà oberta per un error humà. Altres manatís més joves i petits pogueren travessar-la sense problemes, però Snooty s'hi quedà encallat i no pogué sortir a agafar aire.